# Österreichischer Darts Verband
Der Österreichische Darts Verband (ÖDV) ist der offizielle Verband für Steeldarts in Österreich. Er ist Mitglied der World Darts Federation (WDF) und seit Oktober 2022 Vollmitglied der Österreichischen Bundes-Sportorganisation (Sport Austria).

## Geschichte
Der ÖDV wurde am 27. September 1990 gegründet. Der Verband entsendet seit den 1990er-Jahren Nationalmannschaften zu den offiziellen Cups (Europa- und Weltmeisterschaften) der WDF sowie Spieler zu den World Masters. 2014 fand mit dem WDF Europe Cup Youth (Jugend-Europameisterschaft) das erste Mal ein WDF-Cup auf österreichischem Boden statt. Im Juni 2020 wurde der ÖDV als assoziiertes Mitglied in die Österreichische Bundes-Sportorganisation aufgenommen, seit Oktober 2022 ist es Vollmitglied dieser. Im Juli 2023 veranstaltete der ÖDV zum zweiten Mal den WDF Europe Cup Youth, es nahmen insgesamt 20 Nationen (20 Burschen-, 14 Mädchenteams) an den Bewerben teil.

## Nationalteams
Als Mitglied der World Darts Federation entsendet der ÖDV regelmäßig Nationalteams zu den offiziellen Cups, namentlich dem WDF World Cup, dem WDF Europe Cup und dem WDF Europe Cup Youth. Als nennenswerte Erfolge können hierbei u. a. der Gewinn des Titels im Burschen-Doppel beim WDF Europe Cup Youth 2017 durch Rusty-Jake Rodriguez/Thomas Langer, die Bronzemedaille beim WDF World Cup 2023 im Herren-Doppel durch Hannes Schnier/Markus Straub und den 5. Platz beim WDF Europe Cup 2024 im Teambewerb der Herren angeführt werden.
Außerdem werden in Kooperation mit anderen Verbänden freundschaftliche Länderspiele ausgetragen. Das erste fand im Juli 2020 gegen das Team des deutschen Dartsverbandes statt.

## Turniere und Bundesliga

### Staatsmeisterschaften
Der ÖDV richtet als anerkannter Sportverband die Staatsmeisterschaften im Bereich Steeldarts aus.
Folgende Liste enthält alle offiziellen Staatsmeister seit der Sportanerkennung 2020:
| Jahr | Austragungsort | Herreneinzel     | Dameneinzel         | Herrendoppel                       | Damendoppel                        |
| ---- | -------------- | ---------------- | ------------------- | ---------------------------------- | ---------------------------------- |
| 2021 | Voitsberg      | Patrick Tringler | Catalina Pasa       | Daniel Zingl/Patrik Gosnak         | Daniela Neumayer/Christiane Muzik  |
| 2022 | Graz           | Patrik Gosnak    | Catalina Pasa       | Felix Losan/Markus Straub          | Daniela Neumayer/Bianca Serloth    |
| 2023 | Graz           | Patrick Tringler | Natascha Küpferling | Aaron Hardy/Andreas Kumpan         | Zsuzsanna Törö/Natascha Küpferling |
| 2024 | Klagenfurt     | Patrick Tringler | Marie Messner       | Marcel Steinacher/Patrick Tringler | Catalina Pasa/Jasmin Schnier       |

Die aktuellen österreichischen Meister (2024) in den Bereichen Jugend und Senioren sind:
- Burschen: Timo Ganser
- Mädchen: Marie Magdalen Messner
- Senioren: Rudolf Wenzl
- Jugend-Doppel: Timo Ganser/Moritz Gattringer

### Weltranglistenturniere
Die Events mit Weltranglistenturnieren der World Darts Federation, welche auf österreichischem Boden stattfinden, sind das WDF Austrian Darts Festival, welches erstmals im Mai 2024 durchgeführt wurde und 2 Weltranglistenturniere in allen möglichen Kategorien, sowie im Jugendbereich insbesondere die International WDF Youth Challenge VIENNA, welches mit dem Platin-Status den höchstmöglichen Status im Jugendbereich der WDF besitzt und eines der größten Jugend-Weltranglistenturniere überhaupt ist. Weiters werden einige weitere Jugend-Weltranglistenturniere vom ÖDV ausgetragen, etwa im Rahmen des WDF Carinthian Youth Darts Festivals.

### Nationale Ranglistenturniere
Abseits von den Staatsmeisterschaften und den Weltranglistenturnieren werden von den Mitgliedsvereinen der Landesverbände nationale Ranglistenturniere veranstaltet, welche wie die Staatsmeisterschaften sowie die auf österreichischem Boden stattfindenden Weltranglistenturniere Einfluss auf die nationalen Ranglisten des ÖDV haben. Zusätzlich dazu werden vom ÖDV selbst jedes Jahr Jugendturniere, die "ÖDV-Youth-Challenges", veranstaltet, welche sich auf die nationale Jugendrangliste auswirken.

### Bundesliga
Seit der Saison 2021/22 veranstaltet der ÖDV eine Damen-Bundesliga, bei welcher die Damenmannschaften der Landesverbände gegeneinander antreten. Seit der Saison 2022/23 gibt es eine solche auch im Herrenbereich.
| Saison  | Damen   | Herren            |
| ------- | ------- | ----------------- |
| 2021/22 | Wien    | nicht ausgetragen |
| 2022/23 | Kärnten | Kärnten           |
| 2023/24 | Kärnten | Wien              |

## Struktur
Der ÖDV verfügt zurzeit über acht Landesverbände, welche gleichzeitig auch die ordentlichen Mitglieder des Verbandes darstellen:
- Burgenland: Burgenländischer Steel Darts Verband (BSDV)
- Kärnten: Kärntens Erster Dart Sport Verband (KEDSV)
- Niederösterreich: Niederösterreichischer Steel-Darts-Sportverband (NÖDSV)
- Oberösterreich: Oberösterreichischer Darts Verband (OÖDV)
- Salzburg: Dartverband Salzburg
- Steiermark: Steirischer Dartsportverband (STDSV)
- Vorarlberg: Vorarlberger Dartsportverband (VDSV)
- Wien: Wiener Darts Verband (WDV)

Die Landesverbände wählen als Mitglieder des ÖDV auch dessen Vorstand, welcher sich zurzeit aus folgenden Personen zusammensetzt:
- Präsident: Dietmar Schuhmann
- Vizepräsident: Thomas Cichy
- Vizepräsident: Oliver Bockmüller
- Finanzreferentin: Sandra Graf
- Stv. Finanzreferent: Jürgen Steinwendter
- Generalsekretär: Raphael Rokus

Bundestrainer des ÖDV ist aktuell Markus Braun.